# Milagros de Navidad
Milagros de Navidad é uma série de televisão americana que estreou em Telemundo em 27 de novembro de 2017. A série é composta de capítulos independentes que têm como um fio os conflitos que os imigrantes latinos vivem nos Estados Unidos durante a temporada de Natal. O primeiro avanço completo da série foi lançado no Telemundo em 23 de novembro de 2017, durante a transmissão da Macy's Thanksgiving Day Parade. A série possui uma longa lista e protagonistas que aparecem credenciados em cada episódio.